# Eduard Kim
Eduard Kim (28 de julio de 2005) es un deportista kazajo que compite en natación sincronizada. Ganó dos medallas en el Campeonato Mundial de Natación, bronce en 2023 y oro en 2024.

## Palmarés internacional
| Campeonato Mundial | Campeonato Mundial | Campeonato Mundial | Campeonato Mundial |
| Año                | Lugar              | Medalla            | Prueba             |
| ------------------ | ------------------ | ------------------ | ------------------ |
| 2023               | Fukuoka (Japón)    | Medalla de bronce  | Solo técnico       |
| 2024               | Doha (Catar)       | Medalla de oro     | Dúo técnico mixto  |